# (7649) Bougainville
(7649) Bougainville ist ein Asteroid des mittleren Hauptgürtels, der am 22. September 1990 vom belgischen Astronomen Eric Walter Elst am La-Silla-Observatorium (IAU-Code 046) der Europäischen Südsternwarte in Chile entdeckt wurde.
Benannt wurde er am 9. März 2001 nach dem französischen Offizier, Seefahrer und Schriftsteller Louis Antoine de Bougainville (1729–1811), der als erster Franzose 1766–1769 die Welt umsegelte.